# Terry Kingston
Pour les articles homonymes, voir Terry et Kingston.
 Terence (Terry) John Kingston, est né le 19 septembre 1963 à Cork. C’est un ancien joueur de rugby à XV qui a été capitaine de l'équipe d'Irlande, évoluant au poste de talonneur (1,78 m et 98 kg).

## Carrière

### En club
- Munster

Il a disputé six matchs de coupe d'Europe.

### En équipe nationale
Il a disputé son premier match, le 25 mai 1987 contre l'équipe du Pays de Galles. Son dernier match fut contre l'équipe de France, le 17 février 1996.
Kingston a été six fois capitaine de l'équipe d'Irlande.
Il a disputé trois matchs de la coupe du monde 1991 et quatre matchs de la coupe du monde 1995.

## Palmarès
- 30 sélections
- Sélections par années : 4 en 1987, 4 en 1988, 2 en 1990, 1 en 1991, 4 en 1993, 4 en 1994, 8 en 1995, 3 en 1996
- Tournois des cinq/six nations disputés: 1987, 1988, 1990, 1991, 1992, 1993, 1994, 1995, 1996